# Aa (digramme)
Cette page contient des caractères spéciaux ou non latins. S’ils s’affichent mal (▯, ?, etc.), consultez la page d’aide Unicode.
Pour les articles homonymes, voir AA.
Aa (minuscule aa) est un digramme de l'alphabet latin composé de deux A. Il ne doit pas être confondu avec la ligature Ꜳ.

## Linguistique
- En néerlandais et en afrikaans, le digramme « aa » correspond généralement à la voyelle tendue [a(ː)].
- En allemand, il note la voyelle longue [aː].
- En finnois et en estonien, il note la voyelle longue [ɑː].
- En danois, le digramme « aa » s'est employé jusquʼau XXe siècle pour représenter la voyelle [ɔ(ː)]. Il a été remplacé depuis par la lettre « å », mais l'ancienne graphie subsiste dans certains noms propres, comme Aalborg.
- En mannois, il représente selon l'entourage consonantique diverses voyelles longues antérieures : [eː], [ɛː], [øː], [aː].

## Représentation informatique
Comme la majorité des digrammes, il n'existe aucun encodage de ‹ aa › sous un seul signe, il est toujours réalisé en accolant deux A.

### Unicode
Les caractères Unicode utilisables pour former ce digramme sont :
- Capitale AA : U+0041 U+0041
- Majuscule Aa : U+0041 U+0061
- Minuscule aa : U+0061 U+0061